# Tim Lambesis
Timothy "Tim" Lambesis (Scottsdale, 21 de novembro de 1980) é um ex-membro da banda Society’s Finest e fundador da banda "As I Lay Dying".  Tim possui um projeto solo em homenagem ao ator Arnold Schwarzenegger denominado Austrian Death Machine, no qual ele executa todos os instrumentos necessários.  Ele também formou a banda de death metal chamada Pyrithion e tocou guitarra para a banda Point of Recognition.Tim é notável pela sua voz gritada, que serve de influência a diversas bandas como Living Sacrifice.

## Discografia

### As I Lay Dying
- Beneath the Encasing of Ashes - 2001
- Frail Words Collapse - 2003
- Shadows Are Security - 2005
- A Long March: The First Recordings - 2006
- An Ocean Between Us - 2007
- The Powerless Rise - 2010
- Decas - 2011
- Awakened - 2012

### Austrian Death Machine
- Total Brutal - 2008
- A Very Brutal Christmas EP - 2008
- Double Brutal - Fall 2009

### Point of Recognition
- Day of Defeat - (2002)

### Sworn Enemy
- The Beginning of the End - "After the Fall, 2006"